# Hedyotis gardneri
Hedyotis gardneri är en måreväxtart som beskrevs av George Henry Kendrick Thwaites. Hedyotis gardneri ingår i släktet Hedyotis och familjen måreväxter. Inga underarter finns listade i Catalogue of Life.